# Cybister tripunctatus
Cybister tripunctatus es una especie de escarabajo del género Cybister, familia Dytiscidae. Fue descrita científicamente por Olivier en 1795.

## Descripción
La subespecie nominal tiene una longitud típica de unos 28 mm. Se alimenta de renacuajos, peces e insectos acuáticos como Culex spp., quironómidos y ninfas de notonéctidos, larvas de caballito del diablo y pantala flavescens. También se alimenta de parientes simpátricos como Cybister brevis y Cybister chinensis.

## Distribución geográfica
Habita en la India, las islas Andaman y Nicobar, Sri Lanka, Afganistán, Bangladés, Birmania, Nepal, Pakistán, Bután, China, Chipre, Irán, Irak, Japón, Kirguistán, Mongolia, Rusia, Siria, Tayikistán, Turkmenistán, Italia, Turquía, Uzbekistán y Europa.

## Subespecies
- Cybister tripunctatus africanus Laporte, 1835
- Cybister tripunctatus asiaticus Sharp, 1882[7]
- Cybister tripunctatus lateralis (Fabricius, 1798)
- Cybister tripunctatus orientalis Gschwendtner, 1931
- Cybister tripunctatus temnenkii Aubé, 1838
- Cybister tripunctatus tripunctatus (Olivier, 1795)

La subespecie orientalis tiene una longitud corporal de unos 24 a 29 mm. Se encuentra en China, la Península de Corea, Taiwán y Japón. La subespecie lateralis se caracteriza por una longitud típica de 21 a 30 mm y no está bordeada por cilios en los márgenes posteriores de los cuatro segmentos metatarsianos basales, pronoto y élitros con márgenes laterales rojizos, márgenes laterales de los élitros que se extienden e incluyen las epipleuras. Se sabe que la subespecie africanus vive en estanques, bocas y charcos residuales de pequeños arroyos, preferiblemente en sustratos fangosos.
La subespecie asiaticus posee las siguientes características: cabeza negra, con irisaciones verdosas metálicas. Pronoto negro y brillante con irisaciones metálicas verdosas. Hay una franja lateral amarillenta en el pronoto. Élitros negruzcos con irisaciones verdosas metálicas con bordes laterales amarillos.